# Custodian
De custodian is een financiële partij die de effecten bewaart, in het algemeen voor naam van anderen. Sinds het verdwijnen van fysieke effecten, wordt dit op girale wijze gedaan, oftewel in een administratieve vorm. 

## Fysieke bewaarneming
Toen effecten nog fysieke waardepapieren waren, was het thuis bewaren van effecten niet aan te raden. Brand en inbraak konden immers het vermogen in rook of vreemde handen doen opgaan. Het was dan gebruikelijk de effecten te bewaren bij een custodian bank. Men kon dat op twee manieren doen:
- Gesloten bewaring.

In dat geval levert de bank alleen de kluis voor de bewaring. De bank garandeert alleen het tegen brand en inbraak beschermen van de effecten.
- Open bewaring.

De bank kreeg de stukken zelf, en bewaarde die voor de klant. Van de stukken werden de nummers vastgelegd, zodat duidelijk zou zijn exact welke effecten van welke klant waren. Dit is een uitgebreide administratie, die met het toenemen van de handel onhoudbaar is.
De werkwijze gebaseerd op nummerbinding leverde bij het faillissement van de bank Teixeira de Mattos (1966) echter een groot probleem op. De wettelijke regeling hield in, dat de aandeelhouder zijn eigendom alleen kon bewijzen door aan te geven welke aandelen met welke nummers van hem waren. Omdat de nummeradministratie bij Teixeira de Mattos een rommeltje was, had de klant geen bewijs van eigendom en vielen zijn aandelen in de failliete boedel. Als concurrent schuldeiser was de klant zijn geld grotendeels kwijt.

## Ontwikkeling naar girale bewaarneming
In 1971 werden al de bewaarbedrijven, de custodians, aparte juridische entiteiten die als enige taak hebben het beheren van de effecten en het administreren van de effecten, opgezet, om herhaling van het Teixeira de Mattos (zie NJ 1968/274) fiasco te voorkomen. De Nederlandse banken voeren Vabef in, de vereenvoudigde administratie en bewaring van effecten. Deze regeling gaat uit van het bewaren van de effecten in een aparte Effectenbedrijf N.V., onafhankelijk van de bank, die dus ook niet geraakt kan worden door een faillissement.
De in 1977 ingevoerde Wet giraal effectenverkeer (Wge) leverde de juridische basis voor het ontbreken van de nummerverantwoording en voor een efficiënte effectenbewaring en handel. Aandelentransacties kunnen dan als wijzigingen in de administratie doorgevoerd worden, het fysieke transport van effecten werd daarbij achterhaald.
In Nederland zijn de effecten gedeponeerd bij het centraal bewaarinstituut (een Central Securities Depository of CSD) Euroclear Nederland. Euroclear Nederland beheert de aandelen en beheert tevens de administratie van het aandeleneigendom. Aangesloten instellingen bij Euroclear hebben een aansluitnummer, een soort van effectengirorekening, waarop aangegeven staat per dag wat het saldo is aan effecten per fonds.

## Depot
In de Wge zijn drie typen van depots gedefinieerd. Het verzameldepot is het depot waarin alle stukken zitten die in het girale effectenverkeer verhandeld / geadministreerd worden.
Het verzameldepot bestaat weer uit twee verschillende depots: 
- Het girodepot omvat alle stukken die gedeponeerd zijn bij Euroclear Netherlands, de Nederlandse CSD.
- Het voordepot is het deel van het verzameldepot dat ondergebracht is bij de individuele custodian banken. De aangesloten instelling houdt de stukken dus "onder zich", bewaart zelf om verschillende redenen. Een voorbeeld van de houder van effecten in voordepot is het ING bewaarbedrijf, een zelfstandige N.V., juridisch losgekoppeld van de moederbank ING.[1]

## Local / Global custody
De custody-diensten kunnen op verschillende niveaus verleend worden. Voor een belegger met een internationale portefeuille is het haast niet bij te houden wat de regelgeving in alle landen is met betrekking tot bijvoorbeeld de uitkering van dividend of het inhouden van belasting op het dividend. Om dit soort zaken te regelen kan die belegger een Global Custodian aanstellen
Zonder Global Custodian zal de internationaal werkende belegger in elk land waar hij actief is minimaal één beleggingsrekening moeten openen. Dan werkt de belegger niet met een global maar met local custodians. Dit is te overzien wanneer het om één of twee landen gaat, maar wanneer het wereldomspannend wordt, dan is het aantal aanspreekpunten niet meer hanteerbaar, de opties van Global Custody of Regional Custody liggen dan meer voor de hand.
De Global Custodian regelt dus wereldwijd alle custody-diensten voor de belegger. Dit impliceert dat één bank aangewezen wordt die alle custody-diensten voor de belegger wereldwijd uitvoert. Die bank zelf kan dat overigens ook nog weer (deels) uitbesteden aan Regional Custodians, maar dat is voor de klant (belegger) transparant. In elk geval zal hij gebruikmaken van lokale sub-custodians, die de eigenlijke transacties uit zullen voeren.
Het idee van een Regional Custodian is dat de belegger een aantal custodians aanwijst voor delen van de markt waarop hij werkt. Een belegger heeft zo een beperkt aantal aanspreekpunten, maar kan wel gespecialiseerde partijen daarvoor gebruiken. De Regional custodian zal dan verder de sub-custodians per land aanwijzen voor het verwerken van de transacties.

## Custody activiteiten
De standaard werkzaamheden van een custodian zijn het bewaren en administreren van effecten voor naam van anderen. Volgende diensten komen daar vaak bij:
- Couponverrichtingen.
- Dividenden.
- Trekkingen (drawing) en terugbetalingen (redemption).
- Belastingen: het verzorgen van belastingverplichtingen (verbonden aan bijvoorbeeld coupons of dividenden) die verschillen naargelang van het land van uitgifte en het land van de eigenlijke houder van de effecten.
- Verschillende soorten rapporten aan de houder van de effecten, bijvoorbeeld omtrent de risico's die hij loopt. Vaak worden de resultaten vergeleken met een standaard uit de markt.
- Het informeren van de houder van de effecten als er specifieke acties zijn door de uitgever van de stukken (corporate actions), zoals coupons die recht geven op bepaalde voordelen.
- Stemmen bij volmacht (Proxy voting): De custodian kan voor / in opdracht van de belegger stemmen bij volmacht op de aandeelhoudersvergaderingen.
- Derivaten ondersteuning 
Financiële derivaten worden steeds vaker toegepast, en zijn aan regels gebonden. De custodian kan hierin assisteren. Een voorbeeld daarvan is het beheren van margin accounts.
- diverse financiële diensten zoals cash management.

Voorts zijn er custodians die naast hun custody-activiteit zich bezighouden met settlement. Zie hiervoor de Central Securities Depository.